# Kościół św. Kazimierza Królewicza w Osjakowie
Kościół świętego Kazimierza Królewicza – rzymskokatolicki kościół parafialny należący do dekanatu Osjaków archidiecezji częstochowskiej. Jedyny rejestrowany zabytek miasta.

## Historia

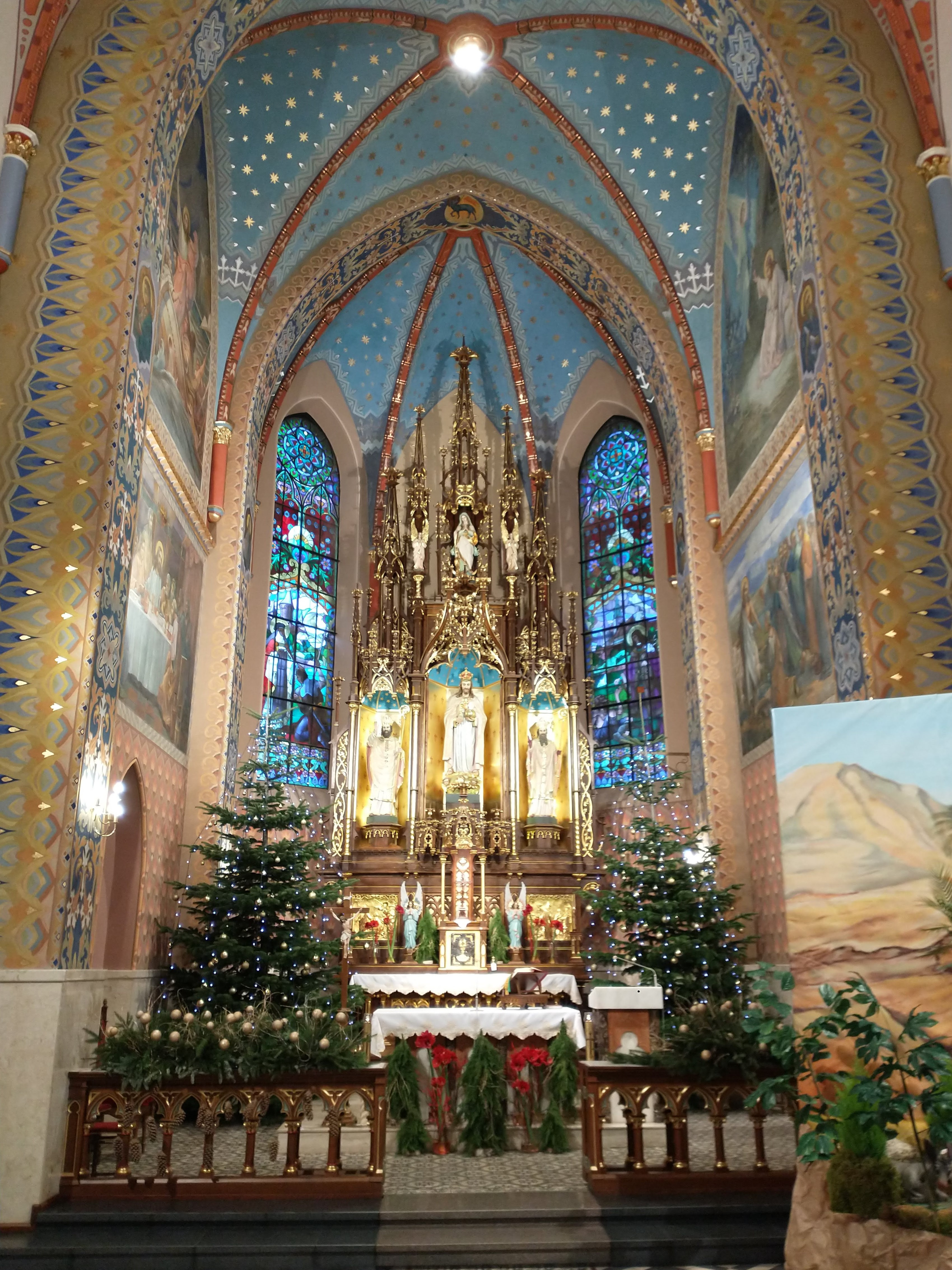
Ołtarz główny

Murowana świątynia została zbudowana w latach 1909-1914 dzięki staraniom księdza Bolesława Michnikowskiego. Budowla została konsekrowana przez biskupa Władysława Krynickiego w dniu 29 czerwca 1919 roku. Podczas okupacji hitlerowskiej została zamknięta dla kultu, ograbiona z paramentów, znajdowało się w niej więzienie dla Żydów wywożonych do obozów, następnie magazyn zboża, a w końcu kwatera dla robotników pracujących przy kopaniu okopów. Dzięki staraniem księdza Władysława Gawrona w 1945 roku została odbudowana zniszczona wieża i została pokryta blachą miedzianą, na dach zostały położone nowe dachówki, a nawy boczne zostały pokryte blachą cynkową, został zamontowany zegar wieżowy i żaluzje na oknach wieży, okna zostały przeszklone i wprawiono w nich witraże, świątynia otrzymała utensilia liturgiczne oraz organy, został zamontowany nowy dzwon, pęknięte sklepienia i mury zostały wzmocnione kotwiami.
Podczas urzędowania księdza Władysława Maciąga został wykonany remont wieżyczek, zostały zakupione dzwony, które na wieży zostały umieszczone przez księdza Edwarda Sowuli. Dzięki staraniom tego księdza zostały wyremontowane organy. Podczas urzędowania Stanisława Okamfera zostały wykonane dubeltowe okna, i zostały zakupione 6 ton blachy miedzianej. Podczas urzędowania księdza Jana Marczewskiego zostały dokupione 3 tony blachy, została przygotowana kaplica do intronizacji obrazu Najświętszej Maryi Panny Łaskawej, która odbyła się pod przewodnictwem biskupa Stanisława Nowaka i rozpoczęto pokrywanie blachą dachu świątyni.
Podczas urzędowania księdza Stanisława Mrówki zostało ukończone pokrywanie dachu blachą miedzianą, zużyto na to 6 ton blachy. Oprócz tego zostało założone nowe nagłośnienie świątyni, zostały wyremontwane organy, rozpoczęto remont głównej wieży kościelnej, która otrzymała iluminację, a także jako Jubileuszowe wotum roku 2000 została wybudowana kaplica Matki Bożej Fatimskiej.

## Galeria

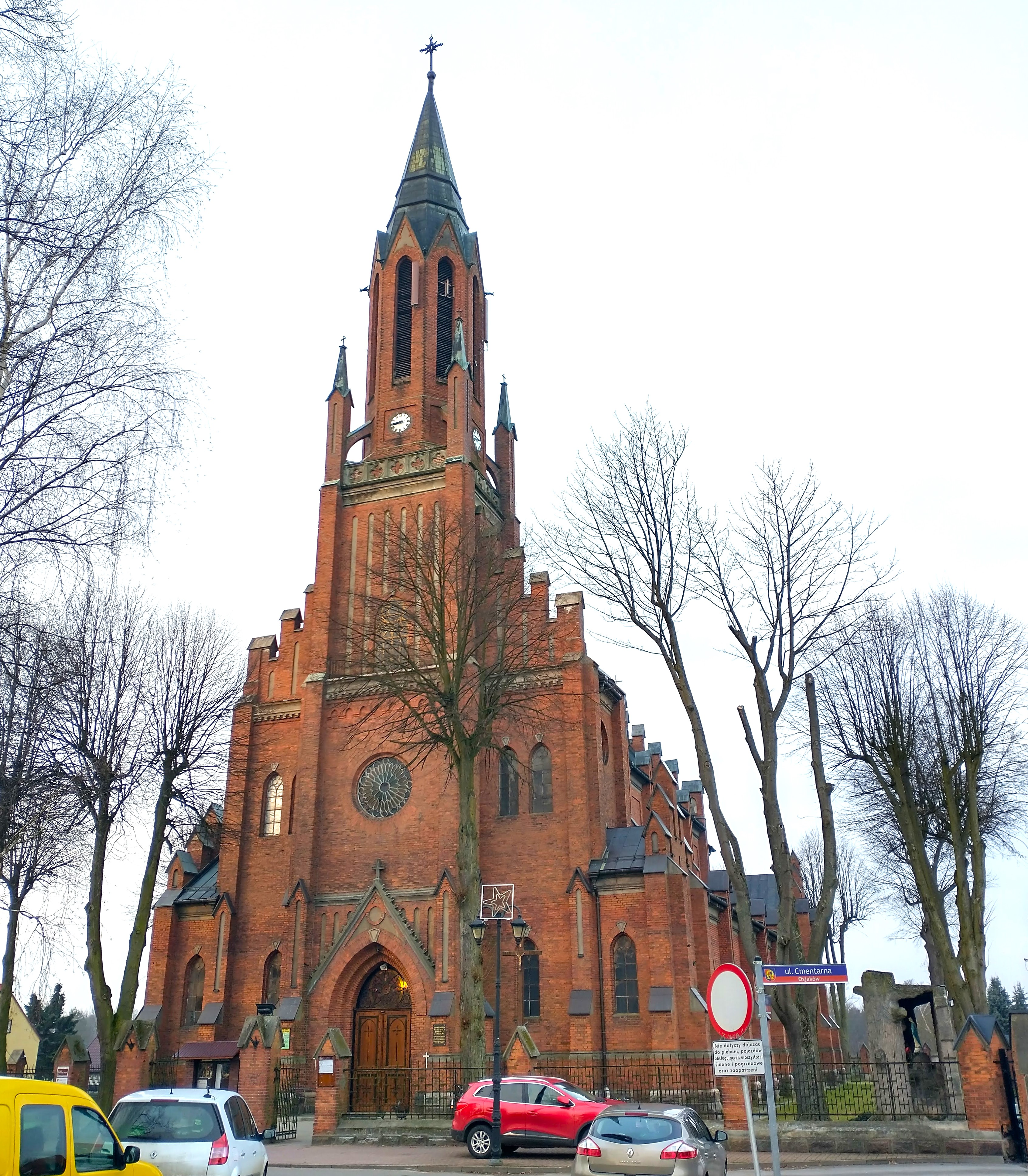
Fasada główna
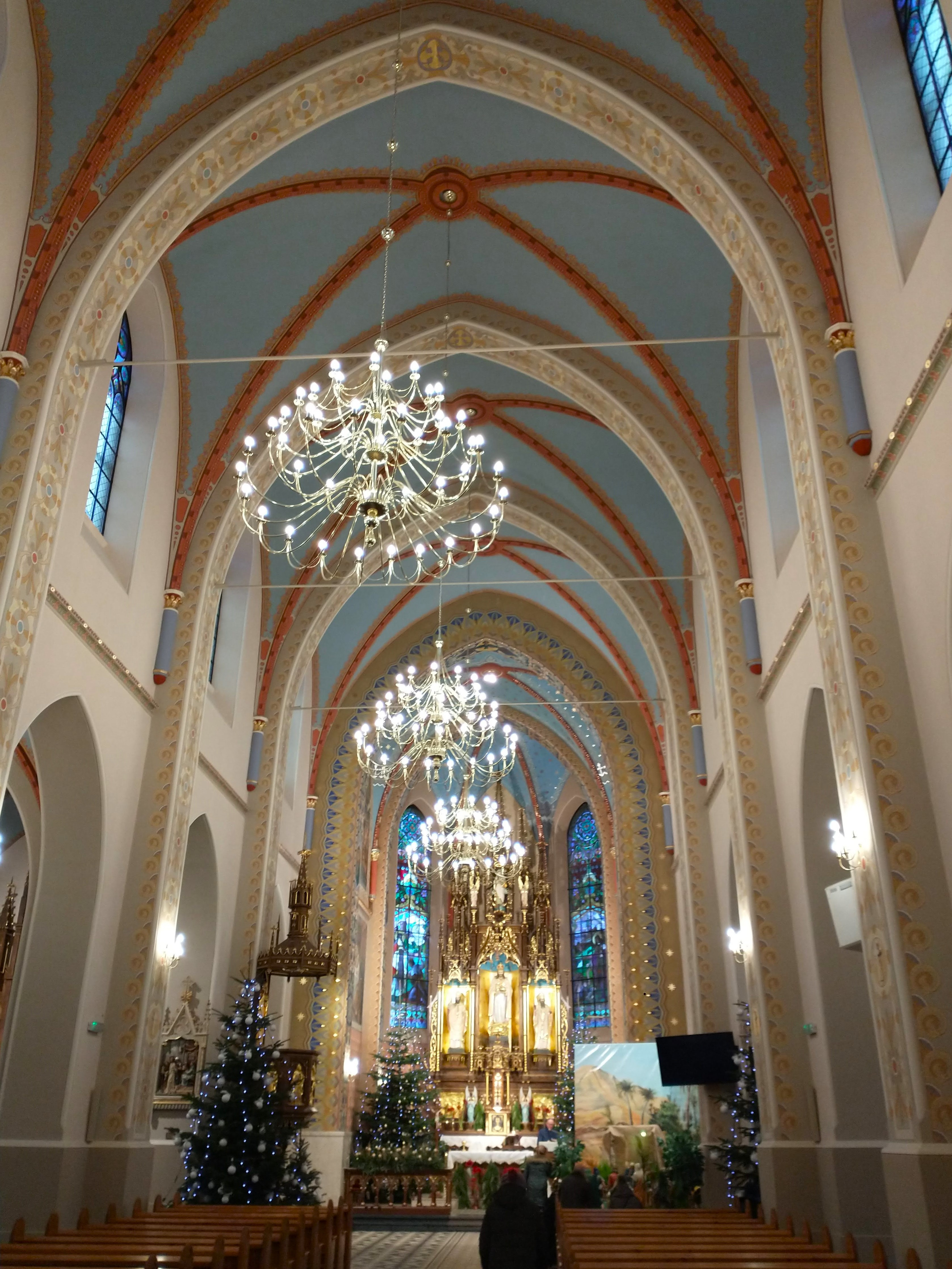
Wnętrze
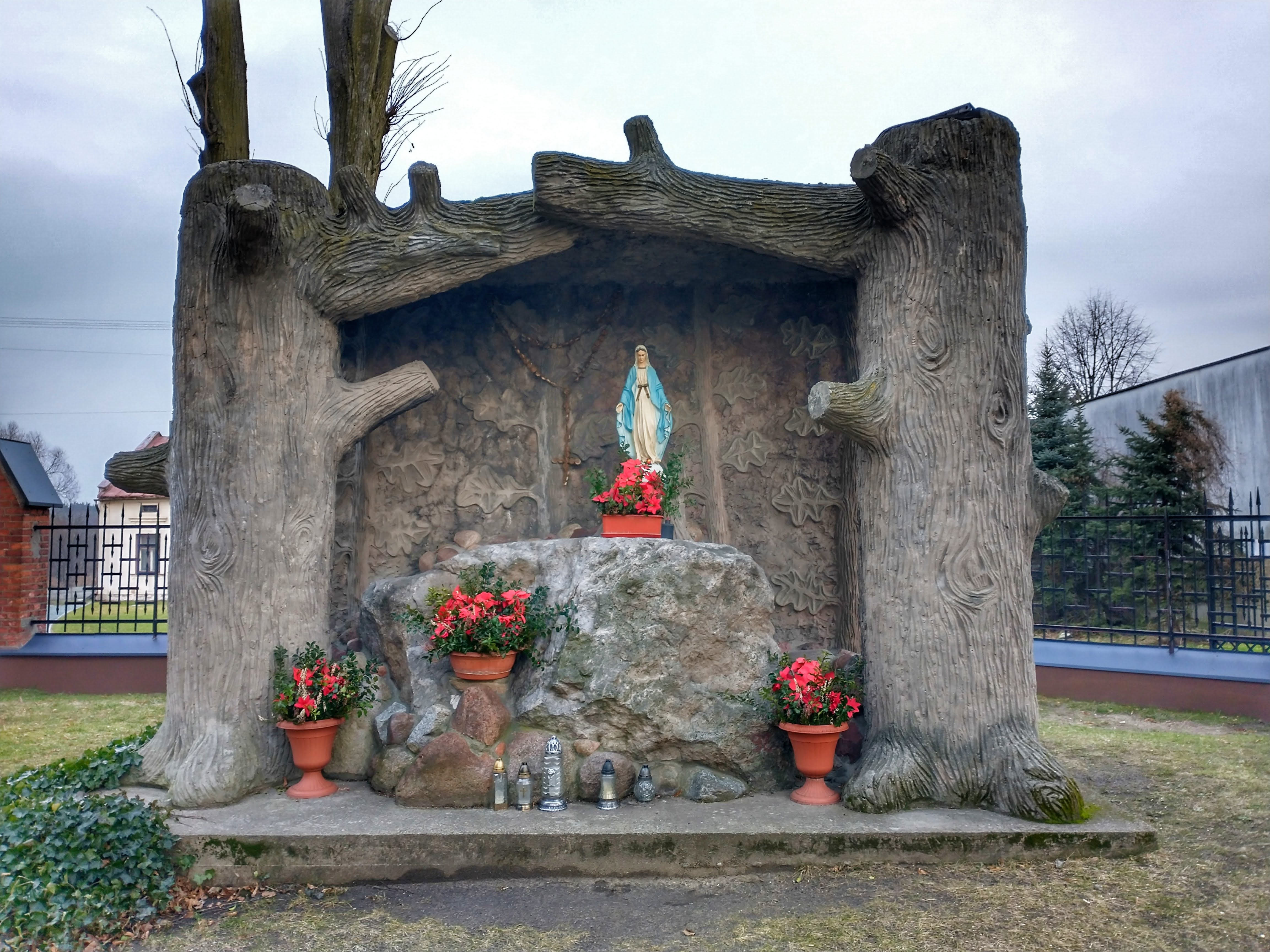
Grota maryjna